# Kai Henning Bothildsen Nielsen
Kai Henning Bothildsen Nielsen (4. december 1919 i Århus – d. 9. maj 1947 i København) var en dansk nazist dømt for mord under anden Verdenskrig. Han var blandt de 46, der blev idømt dødsstraf og henrettet under retsopgøret.
Bothildsen Nielsen var søn af kusk Marius Bothildsen Nielsen og hustru Kirsten Marie Christoffersen, som boede i Absalonsgade 45 i Århus da sønnen bliver døbt.
Bothildsen Nielsen meldte sig ind i DNSAP og DNSAPs stormtropper SA i 1938.
Bothildsen Nielsen forsøgte i 1940 at indtræde i Waffen-SS, men blev kasseret. I januar 1941 forsøgte han igen og blev optaget og sendt på SS-skole i Sennheim i Tyskland. I marts 1941 blev han kasseret og hjemsendt.
Bothildsen Nielsen blev dog i Tyskland, hvor han arbejdede som malersvend. I april 1942 åbnede han sin egen malerforretning, som han først opgav, da han i juni 1943 blev optaget i Schalburgkorpset. I Schalburgkorpset kom han i januar 1944 til at arbejde i efterretningstjeneste ET. Afdelingen havde en særlig status i Schalburgkorpset, da den fungerede meget autonomt og lavede tiltagende mange aktioner på tyskernes foranledning. Bothildsen Nielsen deltog i mange af ET's aktioner og blev få måneder senere i april 1944 optaget i Peter-gruppen. 
I Peter-gruppen blev Bothildsen Nielsen hurtigt en af de toneangivende. Under dæknavnet Perle eller Perletand deltog han i mange aktioner og likviderede mange.
Natten i mellem 14. januar og 15. januar 1945 står Bothildsen Nielsen bag en bombesprængning på Bang & Olufsens radiofabrik. Svend Olufsen besøgte efterfølgende Bothildsen Nielsen i Horsens Statsfængsel, for at finde ud af, hvordan Bothildsen Nielsen var kommet igennem sikkerhedsforanstaltningerne omkring fabrikken som Olufsen selv havde udtænkt, hvilket Bothildsen Nielsen indvilgede i at skrive ned.
Da Peter-gruppen opløstes ved befrielsen, forsøgte Bothildsen Nielsen at gå under jorden, men allerede den 12. maj 1945 blev han arresteret af politiet efter et mislykket selvmordsforsøg.
Han dømtes for 57 drab, ni drabsforsøg, 116 sabotagehandlinger, fem togattentater og tre røverier. Den 14. april 1947 blev han sammen med seks andre danskere dømt til døden ved skydning. Dommen eksekveredes kl. 03.15 den 9. maj 1947 på Bådsmandsstræde Kaserne i København.